# کاردماهیان شنی
کاردماهیان شنی (نام علمی: Rhamphichthyidae) نام یک تیره از راسته کاردماهی‌سانان است.